# Miotropis nigriceps
Miotropis nigriceps is een vliesvleugelig insect uit de familie Eulophidae. De wetenschappelijke naam is voor het eerst geldig gepubliceerd in 1980 door Suciu.